# Explozii
Explozii este un film românesc din 1972 regizat de Jean Petrovici.